# Bob Hinings
Christopher Robin Hinings (* 1937) – genannt Bob Hinings – ist ein Soziologe und Wirtschaftswissenschaftler. Bis 2002 war Hinings Thornton A. Graham Professor of Business an der University of Alberta und Leiter des Center for Professional Service Management. Hinings war neben Derek S. Pugh und David J. Hickson einer der führenden Mitglieder der Aston-Gruppe.
2003 wurde Hinings zum Ehrenmitglieder der European Group for Organizational Studies (EGOS) ernannt.

## Bibliografie
- mit Royston Greenwood (1989) The dynamics of strategic change; Oxford, UK and New York, NY, USA: B. Blackwell
- mit John L. Brown und Royston Greenwood (1987) Content and authority in change: The case of a professional service organization; University of Alberta: Hunam Resources Management Research Centre.
- mit Royston Greenwood, Stewart Ranson und Kieron Walsh (1987) The dynamics of organizational change; University of Alberta: Human Resources Management Research Centre.
- mit Derek S. Pugh und David J. Hickson (1985) Writers on organizations; Beverly Hills, Calif.: Sage Publications.
- mit Derek S. Pugh und David J. Hickson (1983) Writers on organizations 3rd edition; Harmondsworth, Middlesex, England and New York, N.Y., U.S.A.: Penguin Books.
- mit Royston Greenwood, und Stewart Ranson (1980) Management systems in local government; University of Birmingham: Institute of Local Government Studies.
- mit Stewart Ranson, Alan Bryman (1977) Clergy, ministers and priests; London and Boston: Routledge & Kegan Paul.
- mit Derek S. Pugh und David J. Hickson (1971) Writers on organizations 2nd edition; Harmondsworth: Penguin.
- mit Derek S. Pugh und David J. Hickson (1971) Writers on organizations 2nd revised and enlarged edition; London: Lyon Grant and Green.